# Cizojazyčný slovníček
Cizojazyčný slovníček je kniha František Soukupa z 1. poloviny 20. století. Obsahuje terminologii založenou z části Marxem v Kapitálu a významnou pro počátky dělnického hnutí. Autor používá velmi zhuštěné formulace, které jsou srozumitelné i pro současného čtenáře. Socialismus definuje jako snahu po novém uspořádání lidské společnosti na základě společenství všech výrobních prostředků. Proletariát jako lid nemajetný, vyděděný. Autor na tomto díle pracoval dlouhodobě zřejmě pomocí malé kartotéky (odtud zhuštěné formulace) a vydával ho v Ústředním dělnickém knihkupectví a nakladatelství v Hybernské ulici v Praze nejméně do r. 1927. Dílo se během té doby utěšeně rozrostlo do různých oblastí a mohlo tak posloužit jako vzor pozdějších slovníků cizích slov.

## Zhuštěné formulace
Autor používá často dvou metod. Jednak jde o definici přívlastkem a rovněž pak o využití zkratky, odkazující na již jednou použitý termín.

### Příklady
1. Není jisté, zda první metoda někdy nemůže vyznít dvojsmyslně jako například u fiktivního hesla Jednání závadné a pokuty mastné, kde není jasné zda přívlastek mastné je míněn ve smyslu hodné, si zasluhující a nebo ve smyslu značné. Zde definující užití přívlastku může být chápáno jednak pro celé heslo a jednak pouze pro pokuty. Použití této metody je tedy omezené a pokud ji autor slovníku chce používat vystavuje se i možnému riziku.[pozn. 1] Davitsův jeřáb však autor definuje zcela správně a korektně jako převislý, točivý k vytažení člunu z vody. Eiffelovu věž jako v Paříži 300 m vysokou, železnou, kterou ve světové výstavě r. 1889 vystavěl inž. Eiffel. Lesbickou lásku jako nazvanou podle ostrova Lesbos, smilstvo mezi ženami, obcování ženy z ženou. Atd.
2. Hali Columbia definuje jako (hali C.) počátek americké hymny (C. území v Americe)

## Vysvětlivky
Starší knihy obsahovaly výroky a fráze v cizích jazycích. Dnes bývají tyto pasáže přeloženy formou poznámek pod čarou. V době vydání Cizojazyčného slovníčku zůstávaly většinou nepřeloženy a proto jich tento slovníček obsahuje celou řadu s patřičným vysvětením.

### Příklady
1. Mene, tekel, ufarsin je definováno jako chaldejsky: spočítáno, zváženo, rozděleno; slova, jimiž byl babylónskému králi Nabonidovi prorokován pád. Výrok se vyskytuje jednak ve Starém zákoně (Daniel, 5:25) [1] a například také ve slavné Bílé velrybě Hermana Melvilleho (kapitola 119, Svíčky).
2. Hic Rhodus, hic salta je definováno jako zde je Rhodus, zde tanči, zde je příležitost, abys promluvil, zde ukaž, co dovedeš. Výrok pochází z Marxova Kapitálu (Oddíl druhý: Přeměna peněz v kapitál, Kapitola IV., 2. Rozpory všeobecného vzorce) [2] a má vyjádřit nezbytnost vysvětlit, že kapitál vzniká jednak v oběhu a zároveň nikoli v oběhu, a odhodlání toto dokázat.